# Mehrheitswahl
Eine Mehrheitswahl, schweizerisch Majorzwahl, ist ein Repräsentationsprinzip mit dem Ziel, eine parlamentarische Regierungsmehrheit für eine Partei herbeizuführen. Es bezeichnet ein Wahlverfahren zur Auswahl eines Vorschlages aus einer Reihe vorgegebener Alternativen durch die Mehrheit einer Gruppe von Wählern. Auf diese Weise zeichnet sich die Mehrheitswahl als ein Verfahren zur direkten, personenbezogenen Wahl von Repräsentanten aus. Seltener werden so auch Exekutiven gewählt (z. B. in Schweizer Kantonen).
Die Mehrheitswahl ist insbesondere von der Verhältniswahl abzugrenzen und in der Regel als Persönlichkeitswahl ausgestaltet.

## Klassifizierung
Mehrheitswahlen können sowohl in Wahlkreisen, in denen nur eine Person pro Vorschlag gewählt wird, als auch in solchen, in denen mehrere bis alle (Einheitswahl) Personen in einem Vorschlag gewählt werden, durchgeführt werden.

### Relative Mehrheitswahl
Bei der relativen Mehrheitswahl ist der Vorschlag oder Kandidat gewählt, der die meisten Stimmen erhält. Davon profitieren in der Regel Parteien mit regionalen Hochburgen und Regionalparteien überproportional. Durch eine Anwendung dieses Typs der Mehrheitswahl bilden sich oft Zweiparteiensysteme heraus, z. B. in den USA. Ähnliches ist z. B. im Vereinigten Königreich Großbritannien und Nordirland zu beobachten, mit der zusätzlichen Ausbildung von regional starken Parteien.
Ausgenommen davon sind gewählte Direktkandidaten, die auch nur als Unabhängige vorgesehen sind, so z. B. auch für den Allgemeinen Nationalkongress in Libyen.

### Absolute Mehrheitswahl
Bei der absoluten Mehrheitswahl ist der Vorschlag gewählt, der mehr als die Hälfte der Stimmen erhält. Um in allen Fällen die erforderliche Mehrheit zu erreichen, wird oft eine Stichwahl durchgeführt, bei der nur die beiden besten Kandidaten des ersten Durchgangs zugelassen werden. Dies findet z. B. Anwendung bei den meisten Bürgermeister- und Landratswahlen in Deutschland.
Eine Alternative hierzu ist die integrierte Stichwahl, bei der die Wähler die Vorschläge nach Präferenz nummerieren. Auf diese Weise werden u. a. die Mitglieder der beiden Kammern des Parlaments von Australien gewählt.

### Romanische Mehrheitswahl
Als romanische Mehrheitswahl bezeichnet man eine Mehrheitswahl, bei der in bis zu zwei Wahldurchgängen gewählt wird. Wer im ersten Wahlgang die absolute Mehrheit der Stimmen auf sich vereint, ist gewählt. Trifft dies auf keinen der Kandidaten zu, findet ein zweiter Wahlgang („Neuwahl“, „Wiederholungswahl“) statt, bei dem der Kandidat mit den meisten Stimmen gewählt ist. Wer an diesem zweiten Wahlgang teilnehmen darf, ist unterschiedlich geregelt. Ein solches Verfahren wird z. B. bei den Wahlen zur Französischen Nationalversammlung angewendet.
Die Klassifizierung dieser Mehrheitswahl als relative oder absolute Mehrheitswahl ist umstritten, da Elemente beider auffindbar sind und dennoch einige spezifische Eigenschaften resultieren.

### Mehrpersonenwahlkreise
Es können auch mehrere Bewerber in einem Wahlkreis nach Mehrheitswahl gewählt werden.
Üblicherweise hat der Wähler hierbei so viele Stimmen, wie Sitze zu vergeben sind, und Kumulieren ist nicht möglich. In fast allen Kantonen der Schweiz werden die Regierungsmitglieder nach absoluter Mehrheitswahl durch das Volk gewählt, wobei hierfür jeweils der ganze Kanton den Wahlkreis bildet und die Wähler so viele Stimmen haben, wie Regierungsmitglieder zu wählen sind. Bei relativer Mehrheitswahl sind bei n zu vergebenen Sitzen die n Bewerber mit den meisten Stimmen gewählt. Bei absoluter Mehrheitswahl kann bei Mehrpersonenwahlkreisen die absolute Mehrheit unterschiedlich definiert werden.
Auch möglich ist eine Mehrheitswahl in Mehrpersonenwahlkreisen mit bloß einer Stimme. Hierbei können entweder mehrere Bewerber zusammen gewählt werden, z. B. die Wahlmänner bei US-Präsidentschaftswahlen, oder es wird bloß ein Bewerber mit der Stimme gewählt, in diesem Fall spricht man auch von nicht-übertragbarer Einzelstimmgebung.

### Verhältnis zur Verhältniswahl
Wird nur ein Abgeordneter im Wahlkreis gewählt, kann man die relative Mehrheitswahl auch als Verhältniswahl betrachten. Im umgekehrten Fall werden Verhältniswahlen in besonders kleinen Wahlkreisen auch als Mehrheitswahlen betrachtet, da sie dem gleichen Ziel wie diese dienen. Die sogenannte faktische Hürde ist dann oft sehr hoch.
Zu einer Einheitswahl kann die Verhältniswahl dann werden, wenn die Sperrklausel sehr hoch angesetzt wird.
Der Einsatz der Mehrheitswahl kann auch mit dem der Verhältniswahl kombiniert werden. Bei der personalisierten Verhältniswahl gibt es eine integrierte Mehrheitswahl, die aber auf das Stimmenverhältnis im Parlament keine Auswirkungen hat. Beim Grabenwahlrecht dagegen wird ein Teil der Abgeordneten durch Mehrheitswahl und unabhängig davon der andere Teil durch Verhältniswahl bestimmt.
Das sogenannte minderheitenfreundliche Mehrheitswahlrecht sieht vor, dass die stimmenstärkste Partei automatisch einen gewissen Mindestanteil der Parlamentssitze zugesprochen bekommt, der in der Regel über 50 % der Sitze liegt. Ansonsten ist es eine Verhältniswahl.

## Situation in ausgewählten Staaten

### Vereinigtes Königreich
Im Vereinigten Königreich werden die Mitglieder des Unterhauses nach relativer Mehrheitswahl gewählt. Dieser Typ hat seinen Ursprung im angelsächsischen Raum und ist heute nur noch dort verbreitet. Dieses Wahlverfahren trägt auch die Bezeichnung winner-take-all  oder first-past-the-post (frei übersetzt: „der Erste, der über die Ziellinie gelangt“).

### Frankreich
In Frankreich wird bei Nationalversammlungswahlen ein romanisches Mehrheitswahlrecht angewandt. Um im ersten Wahlgang gewählt zu sein, muss eine absolute Mehrheit der abgegebenen Stimmen sowie die Stimmen von 25 % der Wahlberechtigten erreicht worden sein. Am möglichen zweiten Wahlgang darf neben den beiden Bestplatzierten des ersten Wahlganges teilnehmen, wer die Stimmen von mehr als 12,5 % der Wahlberechtigten erhalten hat. Bei Präsidentschaftswahlen wird nach absoluter Mehrheitswahl gewählt.

### USA
Die Mitglieder des Kongresses der Vereinigten Staaten (Repräsentantenhaus und Senat) und der meisten Parlamente der Bundesstaaten werden in Einerwahlkreisen gewählt, wobei die genaue Ausgestaltung der Gesetzgebung der Bundesstaaten unterliegt und der Wahlkreis der Senatoren immer einen ganzen Bundesstaat umfasst. Bei der Wahl des US-Präsidenten durch das Wahlmännerkollegium fallen in den meisten Bundesstaaten die jeweiligen Wahlmänner ebenso gemäß dem Mehrheitswahlrecht dem stimmenstärksten Kandidaten im jeweiligen Staat zu.

### Deutschland
In Deutschland gilt als Bundestagswahlrecht ein personalisiertes Verhältniswahlrecht. Zwar werden in den Wahlkreisen auch Direktkandidaten nach dem relativen Mehrheitswahlrecht gewählt (die Hälfte der Bundestagssitze). Parteilose Direktkandidaten hatten seit der Bundestagswahl 1949 gegen die parteiunterstützten Kandidaten jedoch keine Chance mehr.
Im Gegensatz zu vielen anderen Verfassungen schreibt das Grundgesetz kein konkretes Wahlsystem vor. Dies ist der Tatsache geschuldet, dass sich die verschiedenen Parteien im Parlamentarischen Rat nicht auf eine dauerhafte Lösung verständigen konnten. Nachdem bereits in den 1950er-Jahren die Einführung eines Grabenwahlrechts diskutiert worden war, wollte die Große Koalition (1966–1969) ein Mehrheitswahlrecht einführen. Diese Wahlrechtsreform war eines der Reformprojekte, um derentwillen die Koalition gebildet worden war. Das Vorhaben wurde insbesondere von der CDU unterstützt, die auf diese Weise unabhängig von der FDP werden wollte, die im damaligen Dreiparteiensystem die Richtung der Politik bestimmen konnte. Die SPD war zunächst bereit, eine solche Reform zu unterstützen, rückte aber später davon ab, da die FDP eine sozialliberale Koalition ins Spiel gebracht hatte. Bundesinnenminister Paul Lücke (CDU) trat daraufhin von seinem Amt zurück. Helmut Schmidt (SPD), der zu dieser Zeit Fraktionsvorsitzender der SPD im Bundestag war, gab als einer der wenigen in seiner Partei die damalige Forderung nicht auf. Vertreter der Mehrheitswahl an den Universitäten waren unter anderem die Politologen Ferdinand A. Hermens und Wilhelm Hennis. Der ehemalige stellvertretende Bundesvorsitzende der Jusos und Gründungsrektor der Universität Bremen Thomas von der Vring kritisierte in seiner 1968 publizierten Habilitationsschrift „das Mehrheitswahlrecht aus linker Position“. Die in der Europäischen Verlagsanstalt unter dem Titel Reform oder Manipulation? Zur Diskussion eines neuen Wahlrechts erschienene Schrift galt bald als politologisches Standardwerk.
Nachdem die Linkspartei 2007 erstmals in ein westdeutsches Parlament einzog, wurde vereinzelt erneut ein Mehrheitswahlrecht für Deutschland gefordert. Unabdingbare Kompromisse würden eine klare, eindeutige und sinnvolle Politik verhindern, so die Argumentation der Reform-Befürworter. Dies sei ein großer Schaden für Deutschland. Unter anderen forderte Ernst Benda die Einführung des Mehrheitswahlrechts in Deutschland.

### Österreich
Nach der Nationalratswahl 2006 forderten einige prominente Politiker in Österreich, unter ihnen auch Landeshauptmann Erwin Pröll, die Einführung eines Mehrheitswahlrechtes bei Wahlen zum Nationalrat mit dem Ziel, klare Mehrheiten zu schaffen und große Koalitionen weniger häufig zu machen.
In einem Zwischenentwurf zu einem veränderten Parteiprogramm der ÖVP „denkt die Partei in ihrem „Evolutionsprozess“ die Einführung des Mehrheitswahlrechts an.“

### Schweiz
Das Mehrheitswahlsystem wird in der Schweiz Majorzsystem genannt. Für die Wahl von Volksvertretungen, in der Regel der Parlamente, ist jedoch die Proporzwahl verbreiteter. Die allermeisten Kantonsparlamente und der Nationalrat, die Volkskammer des schweizerischen Bundesparlaments, werden durch Proporzwahl gewählt werden. Nur die Wahl der Ständerats erfolgt in allen Kantonen (außer in den Kantonen Jura und Neuenburg) nach dem Majorzsystem. Auch in den Kantonen, die nur einen Vertreter in den Nationalrat entsenden, ist derjenige Kandidat gewählt, der die meisten Stimmen erhält. Die Mehrheitswahl ist, wenn sie angewendet wird, nach romanischer Art üblich, d. h., dass im 1. Wahlgang die absolute Mehrheit benötigt wird, in einem allfälligen 2. Wahlgang die relative Mehrheit jedoch genügt.
Bundesratswahlen, also Wahlen in die Bundesregierung durch das Parlament, werden mit einer modifizierten absoluten Mehrheitswahl durchgeführt.

### Italien
In Italien werden für die Wahlen zum Italienischen Abgeordnetenhaus seit 1993 verschiedene Kombinationen aus Mehrheits- und Verhältniswahl angewandt.

### Indien
In Indien hat sich trotz Mehrheitswahlrecht kein Zweiparteiensystem herausgebildet. So zogen bei der Parlamentswahl 2019 36 Parteien und vier unabhängige Kandidaten in das indische Unterhaus ein. Grund dafür ist die regional sehr unterschiedliche Parteienlandschaft. Zudem treffen verbündete Parteien oft Wahlabsprachen, bei denen sie die Wahlkreise, in denen sie antreten, untereinander aufteilen.

## Typische Merkmale des Mehrheitswahlrechts

### Personenwahl
In der Regel ist eine Personenwahl in den Wahlkreisen möglich. Die Wähler haben die Möglichkeit, Kandidaten ihres Wahlkreises persönlich kennenzulernen und aufgrund ihrer Persönlichkeit zu wählen.
- Dies trifft jedoch z. B. nicht auf die US-Präsidentschaftswahl zu. Hier kommt es auf die Mehrheiten im jeweiligen Bundesstaat an, obwohl landesweit dieselben Kandidaten antreten.
- Die Abgeordneten sind von ihrer Partei weniger abhängig, da sie in ihren Wahlkreisen direkt gewählt werden. Dies führt dazu, dass die Abgeordneten in Mehrheitswahlsystemen öfter als in Verhältniswahlsystemen gegen ihre eigene Fraktion stimmen. Dies wird sowohl als Vorteil (Abgeordneter fühlt sich Region stärker verpflichtet als Partei) als auch als Nachteil (Mehrheitsbildungen werden undurchsichtiger) angesehen.
- Das System und die Auszählung ist meist einfacher und dadurch leichter verständlich als beim Verhältniswahlrecht.
- Eine Stimme in einem kleinen Wahlkreis – es ist praktisch unmöglich, immer alle Wahlkreise gleich groß zu machen – wiegt rechnerisch mehr als eine Stimme in einem großen Wahlkreis, da jeder Wahlkreis einen Abgeordneten wählt.

### Zweiparteiensystem
Das Mehrheitswahlrecht tendiert durch strategische Wahl zu einem Zweiparteiensystem (Duvergers Gesetz).
- In Großbritannien bildete sich im Mai 2010 zum ersten Mal seit Generationen eine Koalitionsregierung (Kabinett Cameron I). Wenn es im Unterhaus keine Partei mit absoluter Mehrheit gibt, nennt man dies hung parliament.
- In den USA gehen konstant alle oder fast alle Sitze an zwei Parteien (Demokratische Partei und Republikaner). Auch wenn es auf nationaler Ebene kein Zweiparteiensystem gibt, ist es gleichwohl meist so, dass auf Wahlkreisebene höchstens zwei Parteien realistische Chancen auf einen Sieg haben.
- In Neuseeland bestand bis zur Ersetzung des First-Past-the-Post-Systems durch das Mixed-Member Proportional-Verhältniswahlrecht im Rahmen der Wahlrechtsreform 1993 dazu eine Dominanz der beiden etablierten Parteien. Nach der Einführung des Verhältniswahlrechts erreichten abseits der beiden etablierten Parteien weitere Parteien Mandate. Dies führte unter anderem zu einer verstärkten Repräsentation der Maori.[8]
- In der Praxis anderer Länder ist das manchmal anders:
  - In Frankreich gab es nie annähernd ein Zweiparteiensystem (siehe auch Politisches System Frankreichs).
  - In Indien gibt es kein Zweiparteiensystem (siehe auch Politisches System Indiens#Exekutive).
  - U. a. Kanada, Pakistan und einige afrikanische Staaten (z. B. Kenia) haben ebenfalls trotz Mehrheitswahl kein Zweiparteiensystem.
  - Der Reichstag des Deutschen Kaiserreichs, der nach absoluter Mehrheitswahl gewählt wurde, war stets recht zersplittert, es gab nie ein Zweiparteiensystem.
- Laut dem umstrittenen Medianwählermodell führt dies zur Konkurrenz um den „mittleren“ Wähler und somit zu einer Ausrichtung der Programme an der politischen Mitte. Bei Mehrheitswahlrecht neigen die beiden großen Parteien dazu, sich politisch aufeinander zuzubewegen, da sie keine realistische Konkurrenz von der anderen Seite des Spektrums zu erwarten haben. Dadurch hat der Wähler effektiv nur die Wahl zwischen zwei (mehr oder weniger) ähnlichen Politikangeboten. Dies wird zum Teil als Vorteil angesehen, wenn man die Ausrichtung der Politik an „zentrischen Positionen“ für wichtig erachtet; aber auch als Nachteil (vor allem unter demokratietheoretischen Ansätzen), weil der Wähler nicht die Möglichkeit der Auswahl zwischen echt verschiedenen Positionen hat.
- Eine Parteienzersplitterung ist unwahrscheinlich, da Kandidaten kleiner Parteien nur selten genügend Stimmen erhalten, um einen Wahlkreis zu gewinnen. Die Stimmen für Kandidaten kleinerer Parteien werden häufig zu „Papierkorbstimmen“, da sie ohne Konsequenz für die Zusammensetzung des Parlaments bleiben. Kritiker bemängeln, dass gesellschaftliche Minderheiten nicht ausreichend vertreten werden.
- Dies betrifft zum einen extreme Parteien und Lobbyparteien, die nur bestimmte Teile der Gesellschaft vertreten wollen. Deren Nichtteilnahme an politischen Entscheidungsprozessen wird allgemein positiv bewertet. Es betrifft aber auch kreative demokratische Kleinparteien und neue Parteien, die reale Alternativen zum Politikangebot der großen Volksparteien anbieten wollen.
- Unter bestimmten Bedingungen können auch Mehrheitswahlen zu Parteizersplitterung führen: Ein Mehrheitswahlrecht behindert zwar die Entstehung von themenorientierten Splitterparteien, aber fördert die Entstehung von Regionalparteien, welche dann im Parlament oft die regionalen Interessen den Gemeinschaftsinteressen des Staates voranstellen. Ein gutes Beispiel bildet hierfür Kanada. Im kanadischen Unterhaus sind trotz des angelsächsischen Mehrheitswahlrechts neben den beiden traditionell tonangebenden Listen der konservativen und der liberalen Partei auch der Bloc Québécois sowie die New Democratic Party (NDP) vertreten. Die beiden letztgenannten verfügen jeweils über eine starke regionale Machtbasis – der Bloc Quebecois in Québec, die NDP unter anderem in der Provinz Saskatchewan. Somit kann das Mehrheitswahlrecht auch dazu führen, dass starke Regionalparteien auf nationaler Ebene zum Teil überproportionale Bedeutung erlangen – deren Fraktionen können zum Teil bedeutsame Gegenleistungen einfordern, wenn ihre Stimmen zur Mehrheitsbeschaffung der nationalen Regierung benötigt werden („Zünglein an der Waage“).

### Eindeutige Mehrheiten im Parlament
Die Mehrheitswahl führt häufig zu eindeutigen Mehrheitsverhältnissen im Parlament.
- Koalitionen sind zum Erreichen einer Mehrheit in der Regel nicht erforderlich.
- Die stimmenstärkste Partei ist im Parlament (verglichen mit dem Wahlergebnis) meist überproportional stark, die übrigen unterproportional vertreten. Es kommt meist zu einer einfachen und für die Wähler voraussehbaren Regierungsbildung und einer stabilen starken Regierung.
- Es wird das Gesamtergebnis im Parlament verzerrt wiedergegeben. Diese Postkarte stellt das Wahlergebnis der Wahl zum Britischen Unterhaus 2005 (How you voted) der Zusammensetzung des Parlaments (What you got) gegenüber. Charter88 warb damit für eine Änderung des Wahlsystems.

Diese Postkarte stellt das Wahlergebnis der Wahl zum Britischen Unterhaus 2005 (How you voted) der Zusammensetzung des Parlaments (What you got) gegenüber. Charter88 warb damit für eine Änderung des Wahlsystems.

- Es ist möglich, dass die stimmenmäßig zweitstärkste Partei die größte Fraktion stellt oder sogar die absolute Mehrheit der Sitze erhält. Letzteres war beispielsweise der Fall 1951 in Großbritannien, 1978 und 1981 in Neuseeland und 1998 in Québec. Dies ist möglich, wenn der Wahlsieger in bevölkerungsreichen Wahlbezirken knappere Ergebnisse erzielt und daher die Summierung der abgegebenen Stimmen ein anderes Bild ergibt als die Auszählung nach geltendem Wahlrecht. Im Extremfall kann es vorkommen, dass eine Partei knapp die Hälfte aller Stimmen und die relative Mehrheit erringt und dennoch bei der Sitzverteilung leer ausgeht. Regionalparteien können weitaus stärker vertreten sein als landesweit antretende Parteien mit wesentlich mehr Stimmen.
- Es kann passieren, dass im Parlament nur eine Partei vertreten ist und es somit keine parlamentarische Opposition mehr gibt. Dies geschah z. B. in der kanadischen Provinz New Brunswick bei den Wahlen 1987 und bis in die 1970er Jahre regelmäßig in Mexiko.
- Auch das Mehrheitswahlrecht kann zu einem knappen Gesamtergebnis führen, obwohl ein Lager in der Bevölkerung eine klare Mehrheit hatte.

### Wahlkreisgeometrie
Es ist möglich, das Wahlergebnis durch „geschicktes“ Ziehen der Wahlkreisgrenzen zu beeinflussen („Gerrymandering“, „Wahlkreisgeometrie“):
Ein Teil der Bevölkerung kann de facto seines Wahlrechts beraubt werden, wenn er in einem Wahlkreis oder -bezirk lebt, der fest in der Hand einer der beiden Parteien ist, und somit keine Chance hat, auf das Wahlresultat Einfluss zu nehmen. So leben z. B. in den USA 80 % der Bevölkerung in einem fest einem Lager zugerechneten Bundesstaat.

### Auswahldilemma
Ein Merkmal ist die Abhängigkeit des Wahlausgangs von irrelevanten Alternativen. Die amerikanische Präsidentschaftswahl 2000 wird von vielen als Beispiel dafür angesehen. Es wird argumentiert, dass der Demokrat Al Gore die Wahl gegen den Republikaner George W. Bush deswegen verloren habe, weil viele links-orientierte Wähler für Ralph Nader, einen von den Grünen nominierten Kandidaten ohne Aussicht auf Erfolg, gestimmt hatten. Ohne diese Alternative hätten sie wahrscheinlich Gore gegenüber Bush vorgezogen und ersterem zum Sieg verholfen.
Die Abhängigkeit der Mehrheitswahl von irrelevanten Alternativen verleitet zu strategischem Wahlverhalten.

### Abhängigkeit vom Wahlmodus
Bei Wahlen, bei denen es nur einen Sieger geben kann und dieser direkt gewählt wird (z. B. der amerikanische oder französische Präsident) kann es stark vom Auszählungsmodus abhängen, welcher Kandidat gewinnt. Das folgende Beispiel nach Michel Balinski soll dies verdeutlichen:
| Prozent der Wähler                   | 33 | 16 | 3 | 8 | 18 | 22 |
| ------------------------------------ | -- | -- | - | - | -- | -- |
| Reihenfolge der Beliebtheit: Platz 1 | A  | B  | C | C | D  | E  |
| Reihenfolge der Beliebtheit: Platz 2 | B  | D  | D | E | E  | C  |
| Reihenfolge der Beliebtheit: Platz 3 | C  | C  | B | B | C  | B  |
| Reihenfolge der Beliebtheit: Platz 4 | D  | E  | A | D | B  | D  |
| Reihenfolge der Beliebtheit: Platz 5 | E  | A  | E | A | A  | A  |

- A gewinnt in einer reinen Mehrheitswahl ohne 50 %-Regel
- B gewinnt in einer Borda-Wahl sowie einer Coombs-Wahl
- C gewinnt nach der Condorcet-Methode
- D gewinnt bei einer Vorzugswahl (z. B. Australien und Irland)
- E gewinnt bei einer Mehrheitswahl mit zweitem Wahlgang, z. B. dem französischen Präsidentenwahlsystem

Für eine Auszählung nach der Wahl durch Zustimmung und der Rang-Wahl müssten vom Wähler weitere Entscheidungen verlangt werden. Geht man davon aus, dass bei einer Wahl durch Zustimmung jeder Wähler seinen ersten beiden Kandidaten zustimmen würde, läge – zumindest nach einem ersten Wahlgang – Kandidat B mit 49 Punkten knapp vor Kandidat E mit 48 Punkten.